# Puchar Świata w Biathlonie 2007/2008 – Oberhof 2008
Puchar Świata w niemieckim Oberhofie odbył się w dniach 3 – 6 stycznia 2008 roku. Była to czwarta seria zawodów w sezonie 2007/2008, a przy okazji pierwsza w Niemczech.

## Biathloniści liderzy
- Puchar Świata:  Martina Beck,  Ole Einar Bjørndalen
- Sprint:  Sandrine Bailly,  Ole Einar Bjørndalen
- Bieg masowy[2]:  Kati Wilhelm,  Ole Einar Bjørndalen
- Sztafeta[3]:  Niemcy,  Norwegia

## Rezultaty

### Kobiety

#### Sprint
Wyniki
| Lp. | Zawodnik            | Strzelanie | Czas    | Strata |
| --- | ------------------- | ---------- | ------- | ------ |
| 1.  | Tora Berger         | 0+0        | 23:58,2 |        |
| 2.  | Swietłana Slepcowa  | 1+1        | 24:03,7 | +5,5   |
| 3.  | Magdalena Neuner    | 1+3        | 24:08,9 | +10,7  |
| 4.  | Wiktorija Semerenko | 0+0        | 24:17,0 | +18,8  |
| 5.  | Kati Wilhelm        | 2+0        | 24:21,3 | +23,1  |

#### Bieg masowy
Wyniki
| Lp. | Zawodnik           | Strzelanie | Czas    | Strata  |
| --- | ------------------ | ---------- | ------- | ------- |
| 1.  | Magdalena Neuner   | 0+0+1+1    | 40:46,1 |         |
| 2.  | Olga Anisimowa     | 0+0+1+1    | 41:45,3 | +59,2   |
| 3.  | Tatjana Moisiejewa | 0+2+0+1    | 41:49,8 | +1:03,7 |
| 4.  | Andrea Henkel      | 2+1+1+1    | 41:51,2 | +1:05,1 |
| 5.  | Liu Xianying       | 0+0+0+3    | 41:52,9 | +1:06,8 |

### Mężczyźni

#### Sprint
Wyniki
| Lp. | Zawodnik             | Strzelanie | Czas    | Strata |
| --- | -------------------- | ---------- | ------- | ------ |
| 1.  | Tomasz Sikora        | 0+0        | 28:13,3 |        |
| 2.  | Ole Einar Bjørndalen | 2+1        | 28:29,5 | +16,2  |
| 3.  | Emil Hegle Svendsen  | 1+1        | 28:30,0 | +16,7  |
| 4.  | Michael Greis        | 1+1        | 28:36,4 | +23,1  |
| 5.  | Mattias Nilsson      | 1+0        | 28:39,8 | +26,5  |

#### Bieg masowy
Wyniki
| Lp. | Zawodnik             | Strzelanie | Czas    | Strata  |
| --- | -------------------- | ---------- | ------- | ------- |
| 1.  | Ole Einar Bjørndalen | 1+0+0+1    | 38:58,9 |         |
| 2.  | Nikołaj Krugłow      | 0+0+1+0    | 39:33,0 | +34,1   |
| 3.  | Emil Hegle Svendsen  | 1+0+1+1    | 39:53,0 | +54,1   |
| 4.  | Dmitrij Jaroszenko   | 0+2+0+1    | 40:16,7 | +1:17,8 |
| 5.  | Maksim Czudow        | 2+1+2+1    | 40:26,0 | +1:27,1 |